# Clarence Abel
Temple de la renommée du hockey américain : 1973
Clarence John Abel, dit Taffy Abel, (né le 28 mai 1900 à Sault Ste. Marie, Michigan aux États-Unis - mort le 1er août 1964) est un joueur professionnel américain de hockey sur glace,.

## Carrière de joueur
Premier joueur né aux États-Unis ayant réussi à se tailler un poste permanent dans la Ligue nationale de hockey. Il connut une carrière de huit saisons dans la LNH. Jouant pour les Rangers de New York dans un premier temps pour ensuite terminer sa carrière avec les Black Hawks de Chicago en 1934. Il remporta une Coupe Stanley avec chaque club. Lors de son passage à New York, Abel était jumelé avec Ching Johnson et formait un des piliers de la défensive de l'équipe.
Avant sa carrière professionnelle, il représenta les États-Unis lors des premiers Jeux olympiques d'hiver en 1924.

## Statistiques
Pour les significations des abréviations, voir Statistiques du hockey sur glace.

### En club
| Saison     | Équipe                    | Ligue      |                            | Saison régulière           | Saison régulière           | Saison régulière           | Saison régulière           | Saison régulière           |                            | Séries éliminatoires       | Séries éliminatoires       | Séries éliminatoires       | Séries éliminatoires | Séries éliminatoires |
| Saison     | Équipe                    | Ligue      | PJ                         | B                          | A                          | Pts                        | Pun                        | PJ                         | B                          | A                          | Pts                        | Pun                        |                      |                      |
| 1918-1919  | Nationals de Soo Michigan | TBSHL      | Statistiques indisponibles | Statistiques indisponibles | Statistiques indisponibles | Statistiques indisponibles | Statistiques indisponibles | Statistiques indisponibles | Statistiques indisponibles | Statistiques indisponibles | Statistiques indisponibles | Statistiques indisponibles |                      |                      |
| 1919-1920  | Wildcats de Soo Michigan  | NMHL       | 8                          | 3                          | 1                          | 4                          | 26                         | -                          | -                          | -                          | -                          | -                          |                      |                      |
| 1920-1921  | Wildcats de Soo Michigan  | NMHL       | Statistiques indisponibles | Statistiques indisponibles | Statistiques indisponibles | Statistiques indisponibles | Statistiques indisponibles | Statistiques indisponibles | Statistiques indisponibles | Statistiques indisponibles | Statistiques indisponibles | Statistiques indisponibles |                      |                      |
| 1921-1922  | Wildcats de Soo Michigan  | NMHL       | Statistiques indisponibles | Statistiques indisponibles | Statistiques indisponibles | Statistiques indisponibles | Statistiques indisponibles | Statistiques indisponibles | Statistiques indisponibles | Statistiques indisponibles | Statistiques indisponibles | Statistiques indisponibles |                      |                      |
| 1922-1923  | Club de St. Paul Athletic | USAHA      | 18                         | 3                          | 0                          | 3                          | -                          | 4                          | 0                          | 0                          | 0                          | -                          |                      |                      |
| 1923-1924  | Club de St. Paul Athletic | USAHA      | 3                          | 1                          | 0                          | 1                          | -                          | 8                          | 0                          | 0                          | 0                          | -                          |                      |                      |
| 1924-1925  | Club de St. Paul Athletic | USAHA      | 39                         | 8                          | 0                          | 8                          | -                          | -                          | -                          | -                          | -                          | -                          |                      |                      |
| 1925-1926  | Millers de Minneapolis    | LCH        | 35                         | 12                         | 9                          | 21                         | 56                         | 3                          | 0                          | 1                          | 1                          | 6                          |                      |                      |
| 1926-1927  | Rangers de New York       | LNH        | 44                         | 8                          | 4                          | 12                         | 78                         | 2                          | 0                          | 1                          | 1                          | 6                          |                      |                      |
| 1927-1928  | Rangers de New York       | LNH        | 22                         | 0                          | 1                          | 1                          | 28                         | 9                          | 1                          | 0                          | 1                          | 14                         |                      |                      |
| 1928-1929  | Rangers de New York       | LNH        | 33                         | 3                          | 1                          | 4                          | 41                         | 6                          | 0                          | 0                          | 0                          | 8                          |                      |                      |
| 1929-1930  | Black Hawks de Chicago    | LNH        | 38                         | 3                          | 3                          | 6                          | 42                         | 2                          | 0                          | 0                          | 0                          | 10                         |                      |                      |
| 1930-1931  | Black Hawks de Chicago    | LNH        | 43                         | 0                          | 1                          | 1                          | 45                         | 9                          | 0                          | 0                          | 0                          | 8                          |                      |                      |
| 1931-1932  | Black Hawks de Chicago    | LNH        | 48                         | 3                          | 3                          | 6                          | 34                         | 2                          | 0                          | 0                          | 0                          | 2                          |                      |                      |
| 1932-1933  | Black Hawks de Chicago    | LNH        | 47                         | 0                          | 4                          | 4                          | 63                         | -                          | -                          | -                          | -                          | -                          |                      |                      |
| 1933-1934  | Black Hawks de Chicago    | LNH        | 46                         | 2                          | 1                          | 3                          | 28                         | 8                          | 0                          | 0                          | 0                          | 8                          |                      |                      |
| Totaux LNH | Totaux LNH                | Totaux LNH | 321                        | 19                         | 18                         | 37                         | 359                        | 38                         | 1                          | 1                          | 2                          | 56                         |                      |                      |

### En équipe nationale
| Année | Équipe     | Compétition     |   | PJ | B | A  | Pts | Pun               |  | Résultat |
| 1924  | États-Unis | Jeux olympiques | 5 | 15 | 0 | 15 | -   | Médaille d'argent |  |          |

## Trophées et honneurs personnels
- Ligue centrale de hockey
  - 1926 : nommé dans la 1re équipe d'étoiles
- Ligue nationale de hockey
  - 1928 et 1934 : remporte la Coupe Stanley avec les Rangers de New York et avec les Black Hawks de Chicago.